# Intravenöse Regionalanästhesie

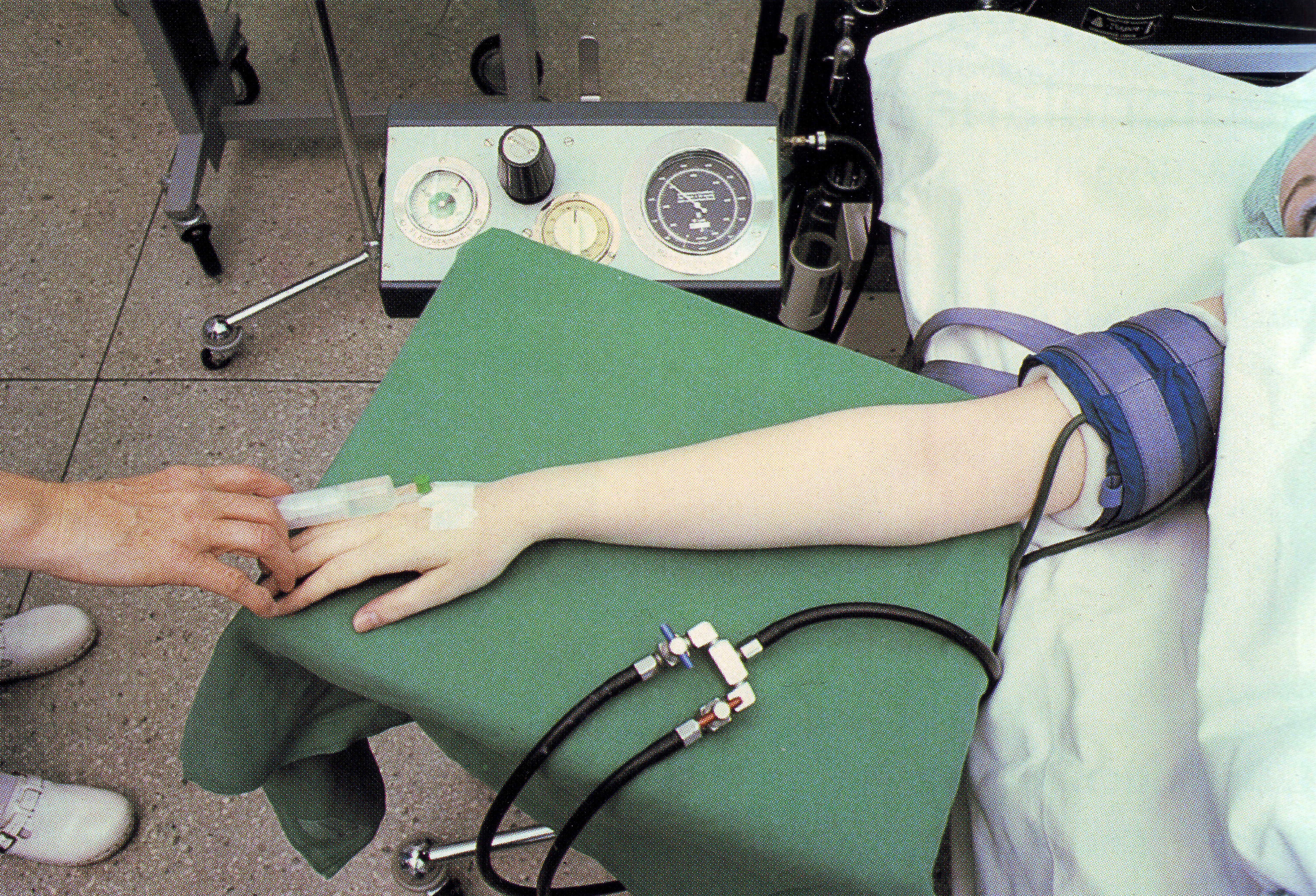
Durchführung einer intravenösen Regionalanästhesie

Die intravenöse Regionalanästhesie (abgekürzt IVRA) oder der Bier-Block (bzw. die Venenanästhesie) nach August Bier ist ein Verfahren der Regionalanästhesie, das operative Eingriffe an Arm oder (seltener) Bein ermöglicht. Dabei wird die zu operierende Extremität mittels einer Bandage von Blut entleert und anschließend mit einer Manschette abgebunden. Die nun „blutleeren“ Blutadern (Venen) werden dann mit Lokalanästhetikum gefüllt, das von dort aus in sensible Nervenendigungen und Nervenbahnen diffundiert und in diesen die Schmerzweiterleitung blockiert.

## Indikationen und Kontraindikationen
Bei Operationen an Unterarm, Hand, Unterschenkel oder Fuß, die im Zeitraum von etwa einer Stunde durchgeführt werden können, stellt die erstmals von August Bier 1909 eingeführte IVRA ein sicheres Anästhesieverfahren mit relativ einfacher Durchführbarkeit, guter Schmerzausschaltung und schnell einsetzender Wirkung dar. Durch die kurze Wirkdauer wird es oft bei ambulanten Eingriffen eingesetzt. Nachteilig sind die Begrenzung der möglichen Eingriffsdauer, die Schmerzhaftigkeit des Abbindens, eine mögliche Gefahr von toxischen Symptomen bei inkorrekter Durchführung sowie das Fehlen einer anhaltenden schmerzlindernden Wirkung nach Beendigung des Verfahrens.
Gegenanzeigen sind lokale Infektionen, Gefäß- und Herzerkrankungen, periphere Neuropathien, Raynaud-Syndrom sowie die Sichelzellenanämie.

## Durchführung
Nach der Platzierung einer Venenverweilkanüle wird die betroffene Extremität durch Hochhalten und Auswickeln blutentleert, durch das Aufblasen einer Druckmanschette wird die Extremität von der Blutzufuhr abgebunden. In die entleerten Venen wird langsam Lokalanästhetikum injiziert. Dabei wird meist Prilocain eingesetzt, welches sich durch eine geringe Toxizität auszeichnet. Nach 5–10 Minuten ist die Wirkung eingetreten, der Eingriff kann durchgeführt werden. Die Manschette darf frühestens nach 30 Minuten geöffnet werden.

## Nebenwirkungen
Bei korrekter Anwendung ist die intravenöse Regionalanästhesie ein sicheres Verfahren mit einer äußerst geringen Komplikationsrate (0,01 %). Eine häufige, aber harmlose Nebenwirkung ist der Tourniquet-Schmerz durch die abbindende Manschette. Diese Nebenwirkung kann verhindert werden, indem man eine Doppelmanschette verwendet, bei der vor der Füllung der Venen mit Lokalanästhetikum nur die proximale Manschette aufgepumpt wird, und anschließend nach Einsetzen der Betäubung die distale Manschette aufgepumpt wird. Bleibt nur die distale Manschette aufgepumpt, so entfällt der Tourniquet-Schmerz, bleiben beide Manschetten aufgepumpt, so ergibt sich eine Sicherung gegen die systemische Toxizität des Lokalanästhetikums, denn potenziell schwerwiegend, wenn auch selten ist ein Übertreten von Lokalanästhetikum in den Kreislauf, wo es infolge der systemischen Toxizität Parästhesien im Mundbereich, Tinnitus, Krampfanfälle, Bewusstlosigkeit, Herzrhythmusstörungen, Atemdepression und unter Umständen einen Kreislaufstillstand hervorrufen kann. Dies kann durch Leckagen der Manschette oder zu frühes Ablassen auftreten, wurde aber auch bei korrekter Anwendung beobachtet.